# تولگا کارل
تولگا کارل (به ترکی استانبولی: Tolga Karel) (زادهٔ ۱ اکتبر ۱۹۷۸) یک بازیگر اهل ترکیه است وی در استانبول زاده شد.
تولگا در دانشگاه در رشته‌های علوم سیاسی و روابط بین‌الملل تحصیل کرده‌است. او بعداً به تحصیل در رشتهٔ بازیگری و تئاتر هم پرداخته‌است. تولگا بازیگری را از سال ۱۹۹۹ شروع کرده‌است. او علاوه بر بازیگری، شاعر و ترانه‌سرا و آهنگساز هم هست.
تولگا کارل در سال ۲۰۱۱ با گونای موسایِوا ازدواج کرد و پسرش به نام جهانگیر در سال ۲۰۱۲ به دنیا آمد. گونای یک مدل آذربایجانی است، اما در سال ۲۰۱۵ از تولگا جدا شد. تولگا در سال ۲۰۱۶ با سارا اسکات ازدواج کرد.